# Pljevlja
Pljevlja (Montenegrijns: Пљевља; Albanees: Plevlë of Tashlixha; Turks: Taşlıca) is een gemeente in Montenegro. De gemeente ligt in het noorden van het land. Pljevlja grenst aan de gemeenten Žabljak, Bijelo Polje en Mojkovac en aan de staten Servië en Bosnië en Herzegovina. Met een oppervlakte van 1346 km² is het de op twee na grootste gemeente van het land. De stad ligt op een hoogte van 770 m. Pljevlja de geboorteplaats is van Gojko Ružičić Servisch-Amerikaans taalwetenschapper.

## Geschiedenis
De vroegste sporen van bewoning in Pljevlja stammen uit 40.000 tot 50.000 voor Chr. en laten zien dat er toen al handelsbetrekkingen waren met wat nu Oost-Europa heet.
Door de eeuwen heen was Pljevlja een stad van waar verschillende beschavingen elkaar ontmoetten. Eeuwenlang maakt de stad deel uit van het Byzantijnse rijk, in 1430 komt zij onder Ottomaanse heerschappij. Belangrijke internationale verbindingswegen tussen de kust van Dubrovnik en Kotor met de oostelijke delen van de Balkan, voornamelijk Thessaloniki en Constantinopel, lopen door het gewest.

## Natuur en klimaat
De natuur rond Pljevlja is ruig, met dicht beboste heuvels en bergen. Het dunbevolkte landschap bestaat grotendeels uit hooggebergte, met diepe ravijnen, waarin zich wild stromende rivieren omlaag storten, honderden jaren oude oerbossen maar ook uit uitgestrekte plateaus met graslanden. De zomers zijn vrij warm, en in de winter valt er doorgaans veel sneeuw.

## Durmitor
Nationaal park Durmitor is het beschermde berggebied van Montenegro met de hoogste toppen van de Dinarische Alpen en vele gletsjermeren. In het park leven ruim 160 vogelsoorten, veel van Montenegro's beschermde diersoorten, meer dan 1300 plantensoorten,waaronder oude en endemische soorten. Sinds 1980 staat het park op de Werelderfgoedlijst van de UNESCO.

## Đurđevića-Tarabrug
Het 1300 m diepe ravijn van de Tara doorsnijdt het park en grenst het gemeente Pljevlja waarin zich onder meer het skidorp Žabljak bevindt.

## Draga Canyon
De Draga is de zijrivier van Tara; zij is 11,2 kilometer lang en is gevormd uit een aantal bronnen onder de pieken van Ljubisnja. Het stroomt door een nauwe en 800 m diepe en 7 km lange canyon. De Siberische den en Alpenden groeien hier naast elkaar, sommige bossen zijn al eeuwenlang niet door menselijk ingrijpen verstoord; de zogeheten oerbossen. De bergen reiken tot meer dan 2000 m hoogte en zijn vrijwel geheel bedekt met dennen, beuken en jeneverbessen. De regio is een waar eldorado voor alpinisten, bergwandelaars, skiërs en natuurliefhebbers. In de zeldzame vruchtbare valleien zijn er vele pittoreske bergdorpjes met eeuwenoude Orthodoxe kloosters. Vele kloosters hebben interessante Byzantijnse iconen en muurschilderingen.

## Religie
In Pljevlja domineren christelijke denominaties, maar de secularisatie in de stad is voortgeschreden. Ook heeft de islam aan belang gewonnen.

## Bezienswaardigheden

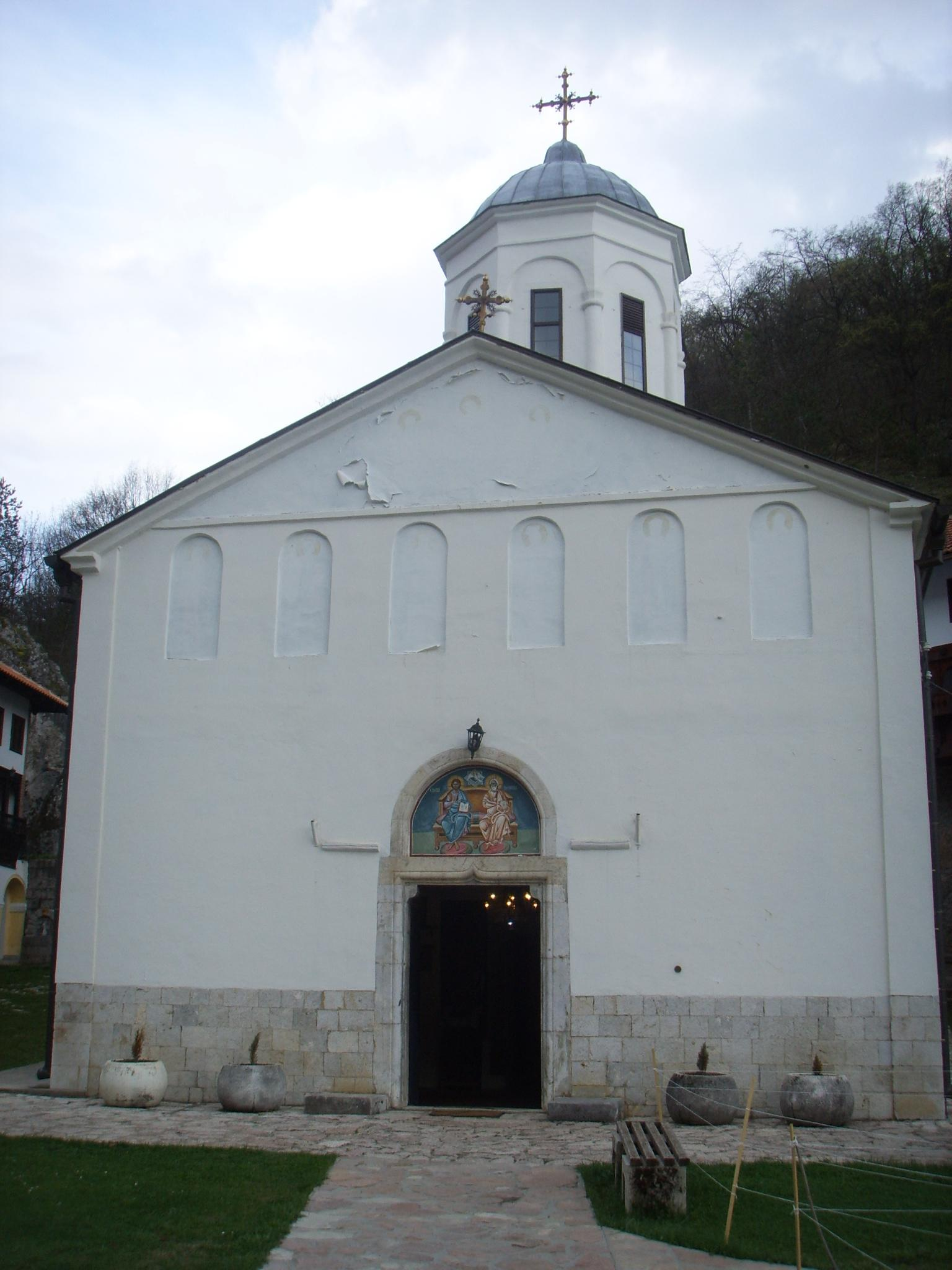
Klooster van de Heilige Drie-eenheid
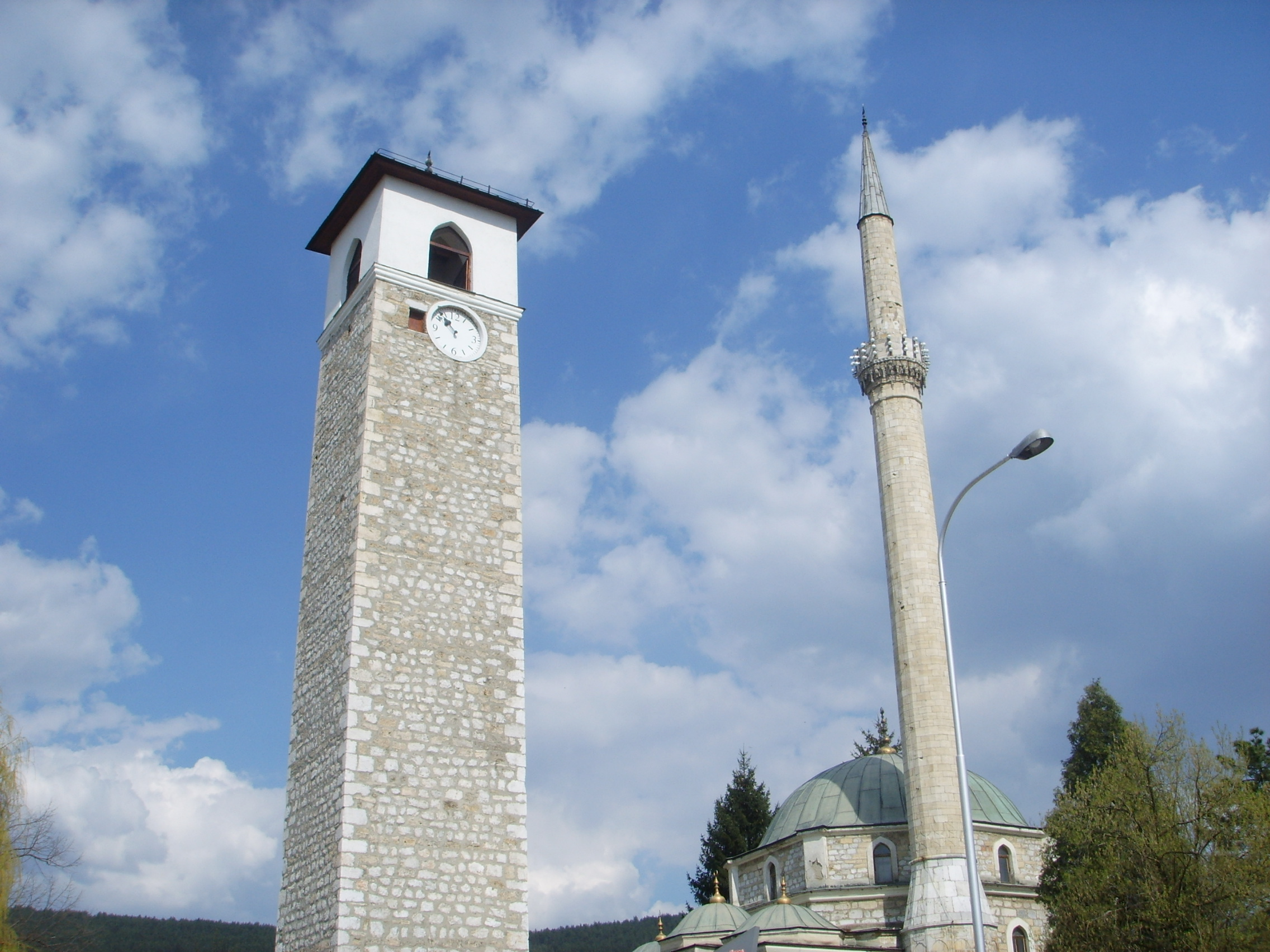
Husein-Pasa-moskee met de langste minaret van de Balkan

## Bevolking
In 1991 was de samenstelling van de bevolking:
- Montenegrijnen (55,35%)
- Serviërs (24,23%)
- 'Moslim van nationaliteit' (17,59%)

In 2003 was de samenstelling:
- Serviërs (59,52%)
- Montenegrijnen (20,99%)
- 'Moslim van nationaliteit' (8,36%)
- Bosniakken (5,48%)

## Sport
FK Rudar Plevlja is een voetbalclub uit Pljevlja en werd in 2010 landskampioen van Montenegro.

## Geboren in Pljevlja
- Karl Pauspertl-von Drachenthal (1897-1963), Oostenrijks componist, dirigent en filosoof
- Bogdan Tanjević (1947), Servisch basketbalcoach
- Damir Čakar (1973), Montenegrijns voetballer
- Slavko Vraneš (1983), Montenegrijns basketballer